# Анастас Ковачев
Анастас Ковачев е бивш български футболист, защитник.
Играл е за Славия от 1931 до 1940 г. Шампион на България през 1936 и 1939 г. Носител на купата на страната през 1936 г. Вицешампион през 1932 и 1934 г. Бронзов медалист през 1940 г. Има 14 мача за „А“ националния отбор, от 1933 до 1938 г. Носител на Балканската купа през 1935 г. Завършил Държавната треньорска школа през 1948 г. Ръководи подготовката на Локомотив (София) и Славия – носители на КСА съответно през 1953 и 1963 г. Треньор на Дунав, Локомотив (Пловдив) и Берое, с който печели Балканската клубна купа през 1968 и 1969 г.